# Jan Filípek
Jan Filípek (31. prosince 1913, Sviny u Veselí nad Lužnicí – 23. září 2004, Kalifornie), v USA John Philipp, byl český patriot, podnikatel v USA, mecenáš a spisovatel.

## Život
Jan Filípek byl pravnukem českého buditele, novináře a spisovatele Václava Filípka. Po studiích v Praze pracoval v družstevním podniku Kooperativa v obchodně-zemědělském oboru a pak jako tajemník vrchního ředitele Kooperativy JUDr. Ladislava Feierabenda, pozdějšího ministra československé druhé republiky, protektorátních vlád a exilové vlády v Londýně. Filípek byl za odbojovou činnost v počátcích německé okupace ČSR zatčen a v letech 1941 až 1945 vězněn (Pankrác, Berlín).
V roce 1948 emigroval do Austrálie a odtud odešel v roce 1957 do USA. V zahraničí podnikal, byl aktivní v československém krajanském hnutí i v kultuře, a také psal. Je autorem několika knih svých pamětí a politických úvah – literatury faktu.

## Z díla
- Ve stínu šibenice (Kalifornie 1982 česky, 1983 anglicky, v ČSFR – Ivo Železný, 1991)
- Zpod šibenice do exilu (P/rafha 1998)
- Odlesky dějin československého exilu (Praha 1999 – kniha popisuje, s jakými osobnostmi se za svého pobytu v exilu setkal, např. Rudolf Friml, Rudolf Firkušný, Jára Kohout, Jiří Voskovec, Marie Provazníková)
- Mnichov 1938 – hra o Československo (Grégr a syn, Praha 2001)